# 三国志 (日本テレビ)
三国志（さんごくし）は、1985年3月20日に日本テレビ水曜ロードショーで放映されたアニメ番組。制作費1億5000万円を投じて映像化された。原作に「横山光輝『三国志』」とクレジットされているが、原作とは内容もキャラデザインも全く異なった作品である。
1986年8月22日には、続編である『三国志II 天翔ける英雄たち（あまかけるおとこたち）』が放映された（このときは金曜ロードショー、なお1986年3月に同番組で『三国志』を再放送している）。本項目では、この続編も合わせて取り上げる。

## 概要
『三国志』は、長坂の戦いから赤壁の戦いまでを描くが、実際とは年月が異なり約一年半で展開する。また荊州での関連人物は、劉表が冒頭に登場するのみである。
『三国志II 天翔ける英雄たち』（以下「天翔ける」）は、前半に劉備と孫夫人との結婚。そして後半に益州（蜀）をめぐり曹操軍と戦い、その間関羽・張飛が戦死するも、曹操軍の攻撃を退け『天下三分の計』が成立するまでを描く。

## 特徴
大筋では「横山三国志」のほんの一部（数巻）を、ダイジェストしたストーリーではあるが、キャラクター設定などに大胆なアレンジが加えられている。ただし『天翔ける』は『三国志』が好評なのを受け、急に製作決定されたので、「赤壁の戦い」以前におけるエピソードをも取り入れている。歴史アニメというジャンルが確立していなかった時期の作品のため、80年代のロボットアニメ、ヒーローアニメに多く用いられた表現が多数みられる。
- 主な登場人物は大半が20代との設定であるが、史実において20代だったのは諸葛亮孔明のみである。
- 劉備・曹操の一騎討ちが、『三国志』の冒頭と『天翔ける』の最終場面で展開し、二人の死亡の年を示すクレジットで終わる。なお2作ともエンディングに主題歌が流れるが、『三国志』はビデオでは渡辺岳夫の音楽と共に、麗花の剣の舞が流れる。『天翔ける』のエンディングでは、孔明が「蜀」を率いていくことが暗示されるシーンが流れる。

劉備一党について
- 劉備、関羽、張飛は義兄弟の契りを結んでいるが、「長男・次男・三男」の序列は決めていない。三人組みのリーダーは劉備となっているが、関羽、張飛両名は劉備にタメ口をきき、「兄」や「殿」とは呼ばない。
- 趙雲は『天翔ける』で初登場する。登場時は野盗の頭目で、魏からの懸賞金目当てで劉備の命を狙っていた。
- 黄忠は『天翔ける』で初登場する。登場時は魏の部将として関羽と対峙する。
- 関羽が麦城で呉軍を迎え撃つ際に、黄忠が一人で援軍として駆けつけ、呉軍の中に突入し戦死するシーンがある。関羽は単身敵陣に斬り込み全身に矢を浴び立ったまま戦死。
- 関羽の死を知った張飛は、敵討ちのため白衣を着け関羽の愛馬にまたがり、単身斬り込み傷身で曹操との一騎討ちを挑み戦死している。
- 水鏡は年老いた隠者で、孔明の師として『三国志』のみ登場。
- 『天翔ける』のオリジナルキャラでは、「美蝉」という少女が趙雲の仲間として登場する。また、関羽を慕う荊州の少女「鈴明」が登場し、それぞれ物語の展開に大きく関わる。

孫夫人について
- 孫夫人は本作品では麗花姫という名で、オリジナルキャラの主要人物。劉備との結婚以前から知り合う（最初の場面展開は二人の出会い）。麗花は前半では劉備を「敵」と見なしていたが、ストーリーが進むにつれ、恋愛感情がめばえ惹かれる様が描かれる。
- 麗花は孔明の邸宅に住み込み、誘惑して呉に取り込むべく冬場に混浴シーンを展開するが、孔明自身はその気（男女の仲になる）がなく、やんわりと拒絶している。
- 麗花の登場場面のひとつで、色彩の派手な蝶のデザインをしたカラクリを使い（ハンググライダーのように乗り込み）、大きな羽をはばたかせ、空中より名乗りを上げつつ曹操らに攻撃を仕掛ける。
- 麗花は「赤壁の戦い」の直前に曹操の要求で、孫権の「妹姫」として嫁入り衣装を着て人質として乗り込み「罠」をしかける、麗花公主は三人の美しい侍女を率いて曹操の軍艦を破壊するが、それを于禁が止め、侍女たちは全員殺された。
- 『天翔ける』の後半で、劉備たちが「蜀」で曹操軍を迎撃している隙をつき、呉軍が荊州に攻め込み麗花（孫夫人）を連れ戻そうとするが、麗花はこれを拒否し燃え盛る城の中で剣の舞をしながら炎の中に消えた。

魏について
- 于禁が女性となっており曹操に恋愛感情を持っている。赤壁の戦いで戦死し同時に曹操も瀕死の重傷を負う。『天翔ける』は曹操の意識が回復するところから始まる。
- 『天翔ける』で曹操が劉備に対し、自分は北方からの侵略者（ローマ風の衣装を着た金髪の白色人種）に犯された母親から生まれたと告白するシーンがあり、髪の色が金髪であることの理由として説明されている。
- 『天翔ける』で典韋が登場し、関羽を毒の手裏剣で追い詰める。

呉について
- 周瑜は『天翔ける』で初登場し、幼なじみの麗花姫（孫夫人）に恋愛感情を持っていたように表現されている。
- 『天翔ける』の後半で孫権は自ら軍を率い、劉備たちが「蜀」で曹操軍を迎撃している隙をつき、荊州に攻め込んだ際に麗花（孫夫人）を連れ戻そうとするが、麗花からは拒否される。

蜀について
- 張松は『天翔ける』の前半にて難民に変装して劉備の人となりを探り、後に蜀からの正式な使者として訪れる。
- 劉璋は『天翔ける』にて「蜀の君主」として登場する。惰弱な面が強調されており、国防を劉備たちに依存する。反面、劉備の排斥を目論むことはない。

## キャスト
- 劉備玄徳 - 井上和彦
- 張飛翼德 - 渡辺篤史
- 関羽雲長 - 瑳川哲朗
- 諸葛亮孔明 - 富山敬
- 麗花姫 - 平野文
- 孫権仲謀 - 池田勝
- 張昭 - 村越伊知郎
- 魯粛 - 天地麦人
- 甘寧 - 徳丸完
- 曹操孟徳 - 中山仁
- 于禁 - 山田栄子
- 蔣幹 - 大木民夫
- 許褚 - 銀河万丈
- 夏侯惇 - 玄田哲章
- 李典 - 屋良有作
- 水鏡 - 熊倉一雄
- 武将 - 塚田正昭
- 兵士 - 島田敏
- 少女 - 高島雅羅
- ロクリョ - 頓宮恭子

※以下の個人名は、「天翔ける」から登場。
- 趙雲子龍 - 佐々木功
- 司馬懿仲達 - 仁内建之
- 黄忠 - 宮内幸平
- 曹仁 - 鈴置洋孝
- 夏侯淵 - 銀河万丈
- 典韋 - 田辺宏章
- 徐晃 - 屋良有作
- 周瑜公瑾 - 池田秀一
- 呉国大 - 中村紀子子
- 華佗 - 槐柳二
- 璠璋 - 伊井篤史
- 麗花（子供時代） - 藤枝成子
- 周瑜（子供時代） - 浪川大輔
- 劉璋 - 永井一郎
- 張松 - 八奈見乗児
- 美蝉 - 江森浩子
- 鈴明 - 高島雅羅
- 医者 - 峰恵研
- 武将 - 加藤治
- 武将 - 亀井三郎
- 武将 - 幹本雄之
- 武将 - 稲葉実
- 兵士 - 田口昂
- 兵士 - 小出和明

## スタッフ
第1作・第2作共通
- 原作 - 横山光輝（潮出版社刊）
- 監督 - 今沢哲男
- 脚本 - 富田祐弘
- 音楽 - 渡辺岳夫
- キャラクターデザイン・作画監督 - 我妻宏
- 美術監督 - 内田建彦
- 録音監督 - 浦上靖夫
- 総監修 - 楠部大吉郎
- プロデューサー - 堀越徹（日本テレビ）、池田宏明

第1作
- レイアウト - 木上益治
- 撮影監督 - 高橋明彦
- プロデューサー - 増子相二郎

第2作
- 撮影監督 - 金子仁
- 編集 - 岡安肇
- 演出 - パクキョンスン
- 作画監督補 - 山本福雄、堤規至
- 動画チェック - 原佳寿美 / 本橋明美、藤本真弓
- 動画チーフ - 間々田益男、内藤真一
- 色指定 - 伊藤二三子
- 特殊効果 - 土井通明
- タイトル - 道川昭
- 録音制作 - オーディオ・プランニング・ユー
- 効果 - 柏原満
- 整音 - 中戸川次男　大城久典、小川智史
- 録音 - A.P.Uスタジオ
- 文芸 - 滝原弥生
- 制作事務 - 片平圭子、北沢育子、南真知子
- 制作進行 - 小倉久美
- 制作担当 - 上田真一郎
- 連載 - コミックトム
- 広報担当 - 岩上喜進（日本テレビ）
- 現像 - 東京現像所
- 制作 - シンエイ動画

### 原画
第1作
本多敏行　田辺由憲　本橋秀之　百瀬義行　青山充　中嶋ちゅうじ
斉藤良紀　堤規至　長岡康史　今沢恵子　伊藤富士子　賀川愛
大塚正実　小林一三　飯山嘉昌　木村圭市郎
第2作
田辺由憲　羽根章悦　井上俊之　木上益治　本橋秀之　百瀬義行
清山滋崇　なかじまちゅうじ　小林一三　青山充　伊藤富士子　飯山嘉昌
金子紀男　候勝輝　佐藤勝　水田智美

### 制作協力
第2作
スタジオジュニオ　マッドハウス　オンリーフォアライフ　竜の子アニメ技術研究所　三協新社
スタジオディーン　グループライナス　スタジオコクピット　動画工房　スタジオ Z5　パンメディア
スタジオリバティ　玉沢動画舎　スタジオぽっけ　アニメトロトロ　虫プロダクション　わぁぷ
風プロダクション　ラジカルパーティー

## 主題歌
三国志 - エンディングテーマ『夢一途に』
作詞 - 大津あきら / 作曲 - 和泉常寛 / 編曲 - 佐藤準 / 歌 - 中村雅俊
三国志II 天翔ける英雄たち - エンディングテーマ『MISS DREAMER』
作詞 - 大津あきら / 作曲 - 佐藤健 / 編曲 - 志熊研三 / 歌 - 杉山清貴

## ソフト
バップ（VAP）でビデオが販売された。DVD化（2018年現在）はされていないが動画配信サイトで配信されることもあるので視聴は容易になった。

## 関連作品
1985–86年に潮出版社より全5巻で、フィルムコミック『アニメ三国志』が刊行されている。

## 余話
- 漫画家の津田雅美が本作の大ファンで、曰く「中古ビデオ屋を駆けずり回って探した」と回想。90年代以降のアニメーションを先取りしている人物造型に圧倒されたという。『彼氏彼女の事情』コミックス6巻後書きより。